# ザ・プレデター
ザ・プレデター（The Predator、1970年12月4日 - ）は、アメリカ合衆国の男性プロレスラー、総合格闘家。ペンシルベニア州ワシントン出身。UPW所属。
非常にアグレッシブなファイトスタイルを特徴とする。2005年大晦日には、疑惑の判定で敗れたが、レミー・ボンヤスキーを相手に互角以上に戦っている。

## 来歴
ノースカロライナ州立大学時代にはレスリングのNCAAディビジョン1で、1992年は決勝でカート・アングルに1-2のポイントで敗れ2位で終わるが、翌年1993年に優勝を果たす。
2001年に日本のプロレス団体ZERO-ONEに、往年の名レスラー、ブルーザー・ブロディをモチーフにしたキャラクターで登場。長髪姿でチェーンを振り回す野獣キャラクターで人気を得る。
2006年6月からは、アメリカのプロレス団体WWEに本名で参戦。大学時代の戦績はカート・アングルに許した一敗のみというレスリングのキャリアをギミックとし、デビュー戦ではマット・ハーディーをアームバーで沈める強烈なデビューを飾る。その後、実力者でありながらも全く活躍せず、解雇直前にはジョバーの立ち回りになる寸前だった。2007年1月、WWEを解雇される。ターカイのマネージャーを務めたイライジャ・バークはECWに移籍しプッシュを受ける。
2007年9月8日、IGF「GENOME」に参戦し、小川直也と対戦。スリーパーホールドで一本負け。

### 格闘技
2003年12月31日、プロレスのキャラクターのまま、K-1 PREMIUM 2003 Dynamite!!に参戦。マウリシオ・ダ・シルバに右カウンターパンチを当て、1R13秒でTKO勝利。試合後はいつものようにチェーンを片手に観客を蹴散らしながら退場した。
2004年5月22日、K-1 ROMANEXにてゲーリー・グッドリッジと対戦、パウンドでKO負けを喫した。
2004年12月31日、K-1 PREMIUM 2004 Dynamite!!でクリストフ・ミドゥ・"ザ・フェニックス"と対戦、1R1分11秒、ネックロックで一本勝ちを収めた。
2005年11月5日、HERO'S 2005 in SEOULにてチェ・ムベと対戦、フロントチョークやタックルでテイクダウンしての攻撃で相手を追い込み、2R判定3-0で勝利。
2005年12月31日、K-1 PREMIUM 2005 Dynamite!!にてレミー・ボンヤスキーとK-1ルールで対戦、相手の土俵であるK-1ルールであるにもかかわらず互角以上に戦うが、疑惑の判定1-2で負け。この試合は関係者の間でも明らかにプレデターが勝っていたとの意見が多く、大会直後の記者会見にてK-1プロデューサーの谷川貞治も「あれはプレデターの勝ちで良いと思う」とコメントしている。。
またK-1競技統括やレフェリーを務めている角田信朗もブログにて「あの判定ブーイングが出た。立場上強くは言えないが、あの判定、ブーイングが出ても致し方ない」と判定についてコメントしている。
格闘技雑誌、Kamiproは、この試合について『プレデターが前K-1王者ボンヤスキーを内容で圧倒!!』とプレデターが内容的には勝っていた試合として紹介している。。
この試合は不可解な判定だった為か、地上波ではほぼカットされ、試合の3秒ほどと結果のみが放送されている。
2006年4月29日、K-1 WORLD GP 2006 in LAS VEGASにてチェ・ホンマンと対戦、ダウンを奪われ、その後ホンマンをダウン寸前まで追い込むも判定負け。

## 戦績

### 総合格闘技
| 総合格闘技 戦績 | 総合格闘技 戦績 | 総合格闘技 戦績 | 総合格闘技 戦績 | 総合格闘技 戦績 | 総合格闘技 戦績 | 総合格闘技 戦績 |
| --------------- | --------------- | --------------- | --------------- | --------------- | --------------- | --------------- |
| 4 試合          | (T)KO           | 一本            | 判定            | その他          | 引き分け        | 無効試合        |
| 3 勝            | 1               | 1               | 1               | 0               | 0               | 0               |
| 1 敗            | 1               | 0               | 0               | 0               | 0               | 0               |

| 勝敗 | 対戦相手                               | 試合結果                        | 大会名                      | 開催年月日     |
| ○    | チェ・ムベ                             | 5分2R終了 判定3-0               | HERO'S 2005 in SEOUL        | 2005年11月5日  |
| ○    | クリストフ・ミドゥ・"ザ・フェニックス" | 1R 1:11 ネックロック            | K-1 PREMIUM 2004 Dynamite!! | 2004年12月31日 |
| ×    | ゲーリー・グッドリッジ                 | 1R 1:22 KO（左フック→パウンド） | ROMANEX 格闘技世界一決定戦  | 2004年5月22日  |
| ○    | マウリシオ・ダ・シルバ                 | 1R 0:13 TKO（タオル投入）       | K-1 PREMIUM 2003 Dynamite!! | 2003年12月31日 |

### キックボクシング
| キックボクシング 戦績 | キックボクシング 戦績 | キックボクシング 戦績 | キックボクシング 戦績 | キックボクシング 戦績 | キックボクシング 戦績 | キックボクシング 戦績 |
| --------------------- | --------------------- | --------------------- | --------------------- | --------------------- | --------------------- | --------------------- |
| 2 試合                | (T)KO                 | 判定                  | その他                | 引き分け              | 無効試合              |                       |
| 0 勝                  | 0                     | 0                     | 0                     | 0                     | 0                     |                       |
| 2 敗                  | 0                     | 2                     | 0                     | 0                     | 0                     |                       |

| 勝敗 | 対戦相手             | 試合結果       | 大会名                         | 開催年月日     |
| ×    | チェ・ホンマン       | 3R終了 判定0-3 | K-1 WORLD GP 2006 in LAS VEGAS | 2006年4月29日  |
| ×    | レミー・ボンヤスキー | 3R終了 判定1-2 | K-1 PREMIUM 2005 Dynamite!!    | 2005年12月31日 |

## 獲得タイトル
- レスリング NCAAディビジョン1 王者（1993年）[2]